# Autreville-sur-la-Renne
Autreville-sur-la-Renne is een gemeente in het Franse departement Haute-Marne (regio Grand Est). De plaats maakt deel uit van het arrondissement Chaumont. Autreville-sur-la-Renne telde op 1 januari 2022 376 inwoners.

## Geografie
De oppervlakte van Autreville-sur-la-Renne De oppervlakte van Val-de-Vesle bedroeg op 1 januari 2022 31,32 vierkante kilometer; de bevolkingsdichtheid was toen 12 inwoners per km². De gemeente bestaat uit de plaatsen Autreville, Saint Martin-sur-la-Renne en Valdelancourt. Tot op 1 januari 2012 Lavilleneuve-au-Roi weer een zelfstandige gemeente werd maakte deze plaats ook deel uit van Autreville-sur-la-Renne.

## Demografie
Onderstaande figuur toont het verloop van het inwonertal (bron: INSEE-tellingen).